# 아드리안 네아가
아드리안 콘스탄틴 네아가(루마니아어: Adrian Constantin Neaga, 1979년 6월 4일 ~ )는 루마니아 피테슈티 출신의 전직 축구 선수출신 축구 지도자이다. 2005년부터 2007년까지 K-리그의 전남 드래곤즈, 성남 일화 천마에서 활약하였으며, K-리그에서 활동할 당시에는 네아가라는 이름으로 활약하였다.

## 축구인 경력

### 클럽 경력
1997년 리가 I의 FC 아르게슈 피테슈티에서 프로 생활을 시작하며 아드리안 무투와 함께 뛰었고, 시즌이 끝난 뒤 다치아 피테슈티로 임대 이적하였다. 다치아 피테슈티에서 그는 20경기에 출전하여 10골을 넣었고, 시즌이 끝난 뒤 복귀하였다. 2001년 그는 시즌이 끝난 뒤 실시한 도핑 테스트에서 통과하지 못하였지만, FC 스테아우아 부쿠레슈티의 구단주인 기기 베칼리가 100만 달러를 대신 지불하여 처벌을 받지 않게 되었다. 이후 FC 스테아우아 부쿠레슈티에서 활약하며 자신의 재능을 인정받게 되었으나, 마세라티를 구입하며 부유한 이웃들과 어울리는 등 점점 방탕한 생활을 즐기게 되었다.
2003년 사우디아라비아 프리미어리그의 알나스르로 임대 이적하였으나, 불미스러운 사건에 휘말려 20여일만에 구단주에 의해 원 소속팀으로 복귀하게 되었다. 하지만 사우디아라비아에서 가족들과 친구들과 떨어져 지내며 축구에 대한 열망을 서서히 찾아 갔고, 알나스르의 감독인 미르체아 레드니츠를 만나 그의 삶이 변화하게 되었다. FC 스테아우아 부쿠레슈티로 복귀한 뒤 그는 2003-04 시즌에 15경기에서 13골을 넣으며 팀내 최다득점자에 올랐고, 2004년 팀의 새로운 감독으로 취임한 왈테르 젱가에 의하여 미렐 러도이와 함께 팀의 주장 역할을 맡게 되었다.
2005년 K-리그의 전남 드래곤즈로 이적하여, 5월 15일 대구 FC와의 경기에서 해트트릭을 터뜨리는 등 인상적인 활약을 선보였다. 이러한 활약으로 인하여 잉글랜드 프리미어리그의 위건 애슬레틱 FC로부터 영입 제의를 받기도 하였지만 성사되지 않았고, 아이를 가진 뒤 가족을 위해 보다 큰 도시의 팀에서 뛰고 싶다는 의사를 나타내며 2006년 성남 일화 천마로 이적하였다. 하지만 별다른 인상을 남기지 못하며 부진을 보이게 되었고, 국가대표팀으로의 재발탁에 대한 열망을 나타내며 루마니아 무대로의 복귀의 의사를 내비쳤다. 결국 성남 일화 천마는 리가 I의 FC 스테아우아 부쿠레슈티와 이적 협상을 벌였으나 성남 일화 천마는 100만 달러를 요구한 반면 FC 스테아우아 부쿠레슈티는 50~60만 달러를 책정하여 서로간의 이견 차이를 좁히지 못하였고, 이에 네아가가 자신이 받기로 한 계약금 20만 달러를 포기함으로써 80만 달러에 이적이 성사되었다.
결국 네아가는 2007년 리가 I의 FC 스테아우아 부쿠레슈티로 이적하여 루마니아 무대로 복귀하였고, FC 바테와의 2007-08시즌 UEFA 챔피언스리그 3차 예선 2차전에서 골을 넣어 팀의 2-0 승리에 공헌하였다.
결국 팀은 1, 2차전 합계 결과 본선 진출에 성공하였고, 그는 UEFA 챔피언스리그 본선에서 H조에 포함되며 아스널 FC, 세비야 FC와 경기를 갖기도 하였다. 2007년 11월 4일 FC 디나모 부쿠레슈티와의 더비 경기에서 결승골을 넣어 팀의 1-0 승리에 공헌하기도 하였으나, 팀은 CFR 클루지에 밀려 2007-08 시즌 준우승에 머무르게 되었다. 하지만 네아가는 2008-09 시즌 팀의 감독으로 취임한 마리우스 러처투슈에게 별다른 인상을 남기지 못하였고, 구단주인 기기 베칼리와 언쟁을 벌여 2군으로 강등되었다. 하지만 마리우스 러처투슈가 사임한 뒤 팀의 새로운 감독이 된 선수 겸 감독인 도리넬 문테아누에 의해 다시 1군으로 복귀하였고, 2009년 1월 아제르바이잔 프리미어리그의 네프치 바쿠로 이적하였다.

### 국가대표 경력
2000년 12월 5일 알제리에서 열린 알제리와의 친선경기에서 루마니아 국가대표팀에 데뷔하였고, 2004년 4월 28일 부쿠레슈티에서 열린 독일과의 친선경기 및 2006년 FIFA 월드컵 예선에서 출전하여 활약하였다.

## 플레이 스타일
178cm의 날렵한 체구를 갖추었으며, 기본기와 골 결정력이 탄탄하며 위협적인 몸놀림과 빠른 스피드를 자랑한다.

## 그 외
전남 드래곤즈는 애초 네아가를 레아가라는 이름으로 등록할 계획이었으나, 상의 끝에 발음하기 좋고 '네 아가' (Your Baby)라는 한국식 해석을 가진 네아가로 등록하였다.
네아가는 FC 스테아우아 부쿠레슈티 시절 루마니아에서 엄청난 인기를 구가하였으며, 2005년 2월 21일 K-리그의 전남 드래곤즈로 이적하기 위해 대한민국으로 출국 준비를 하자 부쿠레슈티 공항에 70여명의 취재진이 몰리기도 하였다. 2006-07 시즌 FC 스테아우아 부쿠레슈티가 리그에서 부진한 경기 내용을 펼치자 2005년 5월 15일 CFR 클루지와의 경기에서 팀의 서포터들은 "네아가가 떠나서 팀이 부진하다"는 항의와 함께 구단주인 미하이 스토이차에게 폭언을 일삼았고, 이에 미하이 스토이차는 서포터 중 한 명을 폭행하여 루마니아 축구 협회로부터 1년간의 자격 정지와 5천 370 유로의 벌금을 부과받는 징계를 받기도 하였으며, 2006년 4월 14일 루마니아의 한 스포츠 언론사가 네아가를 취재하기 위해 광양시를 방문하기도 하였다.
네아가는 전남 드래곤즈에서 활약하던 2005년 8월 20일에 자신의 첫 딸을 얻었으며, 전남 드래곤즈 공식홈페이지를 통해 이름을 공모하기도 하였다. 2005년 8월 24일 K-리그 후기리그를 앞두고 베베투의 '요람 세레모니'를 준비하기도 하였고, 2005년 10월 23일 성남 일화 천마와의 홈 경기를 앞두고 한복을 선물받기도 하였다.
2005년 9월 28일 부산 아이파크와의 2005년 AFC 챔피언스리그 4강 2차전을 앞두고 2006년 FIFA 월드컵 예선 당시 루마니아 국가대표팀의 감독이었던 안겔 이오르더네스쿠 알이티하드 감독이 부산광역시를 방문하자, 네아가는 국가대표팀으로의 재발탁을 위해 9월 10일 부산 아이파크와의 경기를 녹화한 동영상을 보여주기도 하였다.
네아가는 전남 드래곤즈 시절부터 현재 수원 삼성 블루윙즈 소속의 양상민과 가장 절친한 사이이며, 2006년 FC 서울과의 경기에서 자신에게 발목 부상을 입힌 박주영에 대해 좋지 않은 기억을 갖고 있다고 밝혔다.

## 기록

### 클럽 경력 기록
마지막 업데이트: 2010년 1월 1일
| 시즌    | 팀                       | 리그           | 등급 | 경기 | 골 |
| ------- | ------------------------ | -------------- | ---- | ---- | -- |
| 1997-98 | FC 아르게슈 피테슈티     | 루마니아       | 1    | 3    | 1  |
| 1998-99 | 다치아 피테슈티          | 루마니아       | 2    | 20   | 10 |
| 1998-99 | FC 아르게슈 피테슈티     | 루마니아       | 1    | 2    | 0  |
| 1999-00 | FC 아르게슈 피테슈티     | 루마니아       | 1    | 22   | 6  |
| 2000-01 | FC 아르게슈 피테슈티     | 루마니아       | 1    | 25   | 8  |
| 2001-02 | FC 스테아우아 부쿠레슈티 | 루마니아       | 1    | 25   | 7  |
| 2002-03 | FC 스테아우아 부쿠레슈티 | 루마니아       | 1    | 15   | 1  |
| 2003-04 | FC 스테아우아 부쿠레슈티 | 루마니아       | 1    | 24   | 13 |
| 2003-04 | 알나스르                 | 사우디아라비아 | 1    |      |    |
| 2004-05 | FC 스테아우아 부쿠레슈티 | 루마니아       | 1    | 18   | 1  |
| 2005    | 전남 드래곤즈            | 대한민국       | 1    | 15   | 7  |
| 2006    | 전남 드래곤즈            | 대한민국       | 1    | 13   | 1  |
| 2006    | 성남 일화 천마           | 대한민국       | 1    | 12   | 4  |
| 2007    | 성남 일화 천마           | 대한민국       | 1    | 10   | 0  |
| 2007-08 | FC 스테아우아 부쿠레슈티 | 루마니아       | 1    | 26   | 3  |
| 2008-09 | FC 스테아우아 부쿠레슈티 | 루마니아       | 1    | 7    | 0  |
| 2008-09 | 네프치 바쿠              | 아제르바이잔   | 1    | 13   | 5  |
| 2009-10 | 네프치 바쿠              | 아제르바이잔   | 1    |      |    |

## 수상

### 클럽

#### FC 스테아우아 부쿠레슈티
- 리가 I 우승 1회 : 2004-05 시즌
- 리가 I 준우승 3회 : 2002-03 시즌, 2003-04 시즌, 2007-08 시즌

#### 성남 일화 천마
- K-리그 우승 1회 : 2006년